# Battlestar Galactica (serial telewizyjny 2004)
Battlestar Galactica – serial telewizyjny z gatunku science fiction, remake serialu o tej samej nazwie z roku 1978. W roku 2003 wyemitowano miniserial, będący pilotem nowej wersji serialu, zaś w roku 2004 powstała jego pierwsza seria. W styczniu 2009 roku kanał SciFi Universal rozpoczął emisję drugiej części 4 serii serialu, będącą jednocześnie jego zakończeniem. Ostatni finałowy odcinek wyemitowano 20 marca 2009.
Scenariusz do odcinka 33 otrzymał nagrodę Hugo w kategorii najlepsza prezentacja dramatyczna (krótka forma) w 2005 roku.

## Fabuła
Rasa ludzka zamieszkująca Dwanaście Kolonii toczyła wyniszczającą wojnę z Cylonami, zbuntowanymi maszynami, które sama wcześniej stworzyła. Po wyniszczającej walce zawarto rozejm, a Cyloni się wycofali. Daleko od zamieszkanych systemów zbudowano bazę kosmiczną, która ma być miejscem utrzymywania kontaktów dyplomatycznych między obiema rasami. Corocznie ludzie wysyłali przedstawiciela, aby oczekiwał wieści od dawnych wrogów. Jednak druga strona milczała. Niespodziewanie po czterdziestu latach dawny wróg powraca. Cyloni stworzyli 12 modeli humanoidów – cylonów, wyglądających jak ludzie, którymi posługują się głównie do infiltracji. W wyniku podstępu Cyloni uzyskują dostęp do systemów obronnych Dwunastu Kolonii i przypuszczają atak, w wyniku którego rasa ludzka staje na krawędzi unicestwienia. Z pogromu udaje się ocalić jedynie przestarzałemu okrętowi bojowemu, Battlestar Galactica, oraz pewnej liczbie statków cywilnych. Załoga wyrusza na poszukiwanie nowego domu, zaginionej, trzynastej kolonii – Ziemi.

## Obsada i bohaterowie

### Główni bohaterowie
- Edward James Olmos – William „Husker” Adama
- Mary McDonnell – Laura Roslin
- Katee Sackhoff – Kara „Starbuck” Thrace
- Jamie Bamber – Lee „Apollo” Adama
- James Callis – Gaius Baltar
- Tricia Helfer – Numer Sześć (Caprica-Six, Head-Six, Gina Inviere, Natalie)
- Grace Park – Numer Osiem (Sharon „Boomer” Valerii, Sharon „Athena” Agathon)

### Bohaterowie drugoplanowi
- Aaron Douglas – Galen Tyrol
- Michael Hogan – Saul Tigh
- Alessandro Juliani – Felix Gaeta
- Nicki Clyne – Cally Henderson Tyrol
- Kandyse McClure – Anastasia „Dee” Dualla
- Tahmoh Penikett – Karl „Helo” Agathon
- Michael Trucco – Samuel Anders
- Paul Campbell – Billy Keikeya

### Postacie powracające
- Kate Vernon – Ellen Tigh
- Rekha Sharma – Tory Foster
- Richard Hatch – Tom Zarek
- Dean Stockwell – Numer Jeden (Cavil)
- Callum Keith Rennie – Numer Dwa (Leoben Conoy)
- Lucy Lawless – Numer Trzy (D’Anna Biers)
- Rick Worthy – Numer Cztery (Simon)
- Matthew Bennett – Numer Pięć (Aaron Doral)
- Leah Cairns – Margaret „Racetrack” Edmondson
- Luciana Carro – Louanne „Kat” Katraine
- Bodie Olmos – Brendan „Hot Dog” Constanza
- Samuel Witwer – Alex „Crashdown” Quatararo
- Donnelly Rhodes – Doktor Cottle
- Mark Sheppard – Romo Lampkin
- Lorena Gale – Elosha

## Motywy i interpretacje

### Ludzki politeizm
Wielu ludzi praktykuje religię politeistyczną, oddając cześć bogom Kobolu. Wiara w wielu bogów zdaje się być oficjalną, państwową religią Dwunastu Kolonii – urzędowe przysięgi odnoszą się do bogów, ponadto publiczne muzea przechowywały artefakty bogów (np. strzałę Apollo). Stosunek ludzi do religii wygląda podobnie jak w dzisiejszych państwach cywilizacji zachodniej – część ludzi jest zagorzałymi wyznawcami, inni są ateistami, a większość znajduje się gdzieś pośrodku – każda z tych postaw jest akceptowana.
Bogowie Kobolu mają takie same imiona i cechy jak greccy bogowie z Olimpu. Podczas serialu przewijają się nawiązania do Zeusa, Hery, Ateny, Posejdona, Aresa i Apolla. W trakcie wydarzeń sezonu 3, załoga walczy z Cylonami o dostęp do tzw. „Oka Jupitera” (Jupiter to rzymski odpowiednik Zeusa).
Bogowie Kobolu są postrzegani przez ludzi jako sprawiedliwi władcy, którzy sprawują pieczę nad życiem prawych ludzi. Koncepcja ta jest podobna do sposobu postrzegania przez ludzi bogów greckich w okresie klasycznym i hellenistycznym, w przeciwieństwie do amoralnych (i bardzo ludzkich) bogów z okresu archaicznego.
Intro, które znajduje się na początku każdego odcinka, również ma w sobie religijne nawiązanie – tym razem do hinduizmu. Napisom początkowym towarzyszy operowa wersja mantry Gajatri, hymnu zadedykowanego wedyjskiemu bóstwu solarnemu – Sawitarowi.
Ponadto, podczas nabożeństwa żałobnego, obecny tam kapelan recytuje inną ważną modlitwę hinduską. Tekst to część Bryhadaranjakopaniszadu (jednej z wielu upaniszad) i jest przetłumaczony tutaj:
|  | Om asato maa sad gamaya; tamaso maa jyotir gamaya; mrtyor maa amrtam gamaya. Om shaantih shaantih shaantih. | Om. Lead me from the unreal to the real. Lead me from the darkness to light. Lead me from death to immortality. Om. Peace, peace, peace. | Om. Prowadź mnie z nierealnego do realnego. Prowadź mnie z ciemności do światła. Prowadź mnie ze śmierci do wieczności. Om. Pokój, pokój, pokój. – Bryhadaranjakopaniszad (1.3.28) |

### Cyloński monoteizm
Wielu Cylonów także łączy wiara, jednak w tym przypadku jest to religia monoteistyczna. Jest ona bardzo podobna do monoteistycznej religii Abrahama – jej podstawą jest wiara, że istnieje jeden Bóg, który jest wszechwiedzący, wszechmocny i który pewnego dnia wymierzy wszystkim Sąd: nagrodę/karę. Ponadto Cyloni wierzyli, że Bóg interweniuje w otaczający ich świat. Nauki i wierzenia Cylonów nie są zbyt często cytowane, ale gdy się to już dzieje, to najczęściej o Bogu rozprawiają modele Numer Sześć.
W trakcie trwania serialu część ludzi przechodzi na cylońską, monoteistyczną wiarę, głównie dzięki Gaiusowi Baltarowi.

## Motywy fabularne

### Prezydenci
W pierwszym odcinku I serii mamy dwóch prezydentów: Prezydent Adar, który objął urząd przed atakami i Laura Roslin, która objęła urząd po śmierci Adara (dowiedziała się o tym przez komputer, który wysyłał zakodowany sygnał o śmierci prezydenta). Roslin była 43 w kolejce do sukcesji prezydentury po Adarze, jednak zgodnie z procedurą została zaprzysiężona.
Kolejnym Prezydentem jest Gaius Baltar. Został nim na skutek powszechnych wyborów na statkach kolonii (Odcinek pt. Lay Down Your Burdens (cz. II, seria II). Roslin chciała nie dopuścić do przejęcia przez niego urzędu czując, że współpracuje on z cylonami, fałszując część wyborów, jednak nie udało się. Baltar zaraz po objęciu urzędu mianował na wiceprezydenta Toma Zarka, z którym Admirał Adama miał poważny konflikt.
W odcinku 5 III serii władzę przejmuje Tom Zarek, gdyż Baltar uciekł z cylonami. Jednak Zarek wiedząc, że nie uda mu się współpracować z Adamą mianuje wiceprezydentem Laurę Roslin a następnie zrzeka się urzędu. I tak Roslin znów została Prezydentem mianując jednocześnie Zarka wiceprezydentem.
W IV serii odcinek 8, po zniknięciu statku Cylonów z Laurą Roslin na pokładzie, Zarek powierza urząd Prezydenta Apollo, ten natomiast zrzeka się go w momencie powrotu Roslin i przyjmuje stanowisko reprezentanta Capriki w Radzie Kolonii.
Kiedy Galactica, z Laurą Roslin na pokładzie,wyrusza w misję odbicia z rąk Cylonów Hery, prezydentem zostaje Romo Lampkin. Jest on ostatnią osobą pełniącą tę funkcję, gdyż wkrótce później rząd zostaje rozwiązany.

## Lista odcinków
| Numer | Tytuł                          |
| ----- | ------------------------------ |
| 01x00 | Pilot                          |
| 01x01 | 33                             |
| 01x02 | Water                          |
| 01x03 | Bastille Day                   |
| 01x04 | Act of Contrition              |
| 01x05 | You Can't Go Home Again        |
| 01x06 | Litmus                         |
| 01x07 | Six Degrees Of Separation      |
| 01x08 | Flesh And Bone                 |
| 01x09 | Tigh Me Up, Tigh Me Down       |
| 01x10 | The Hand Of God                |
| 01x11 | Colonial Day                   |
| 01x12 | Kobol's Last Gleaming – Part 1 |
| 01x13 | Kobol's Last Gleaming – Part 2 |

| Numer | Tytuł                          |
| ----- | ------------------------------ |
| 02x01 | Scattered                      |
| 02x02 | Valley Of Darkness             |
| 02x03 | Fragged                        |
| 02x04 | Resistance                     |
| 02x05 | The Farm                       |
| 02x06 | Home – Part 1                  |
| 02x07 | Home – Part 2                  |
| 02x08 | Final Cut                      |
| 02x09 | Flight Of The Phoenix          |
| 02x10 | Pegasus                        |
| 02x11 | Resurrection Ship – Part 1     |
| 02x12 | Resurrection Ship – Part 2     |
| 02x13 | Epiphanies                     |
| 02x14 | Black Market                   |
| 02x15 | Scar                           |
| 02x16 | Sacrifice                      |
| 02x17 | The Captain's Hand             |
| 02x18 | Downloaded                     |
| 02x19 | Lay Down Your Burdens – Part 1 |
| 02x20 | Lay Down Your Burdens – Part 2 |

| Numer | Tytuł                               |
| ----- | ----------------------------------- |
| 03x01 | Occupation                          |
| 03x02 | Precipice                           |
| 03x03 | Exodus – Part 1                     |
| 03x04 | Exodus – Part 2                     |
| 03x05 | Collaborators                       |
| 03x06 | Torn                                |
| 03x07 | A Measure of Salvation              |
| 03x08 | Hero                                |
| 03x09 | Unfinished Business                 |
| 03x10 | The Passage                         |
| 03x11 | The Eye of Jupiter                  |
| 03x12 | Rapture                             |
| 03x13 | Taking a Break from All You Worries |
| 03x14 | The Woman King                      |
| 03x15 | A Day In The Life                   |
| 03x16 | Dirty Hands                         |
| 03x17 | Maelstrom                           |
| 03x18 | The Son Also Rises                  |
| 03x19 | Crossroads – Part 1                 |
| 03x20 | Crossroads – Part 2                 |

| Numer | Tytuł                             |
| ----- | --------------------------------- |
| 04x00 | Razor                             |
| 04x01 | He That Believeth in Me           |
| 04x02 | Six of One                        |
| 04x03 | The Ties That Bind                |
| 04x04 | Escape Velocity                   |
| 04x05 | The Road Less Travelled           |
| 04x06 | Faith                             |
| 04x07 | Guess What's Coming to Dinner     |
| 04x08 | Sine Qua Non                      |
| 04x09 | The Hub                           |
| 04x10 | Revelations                       |
| 04x11 | Sometimes a Great Notion          |
| 04x12 | The Disquiet That Follows My Soul |
| 04x13 | The Oath                          |
| 04x14 | Blood on the Scales               |
| 04x15 | No Exit                           |
| 04x16 | Deadlock                          |
| 04x17 | Someone to Watch Over Me          |
| 04x18 | Islanded in a Stream of Stars     |
| 04x19 | Daybreak – Part 1                 |
| 04x20 | Daybreak – Part 2                 |

## Emisja w Polsce

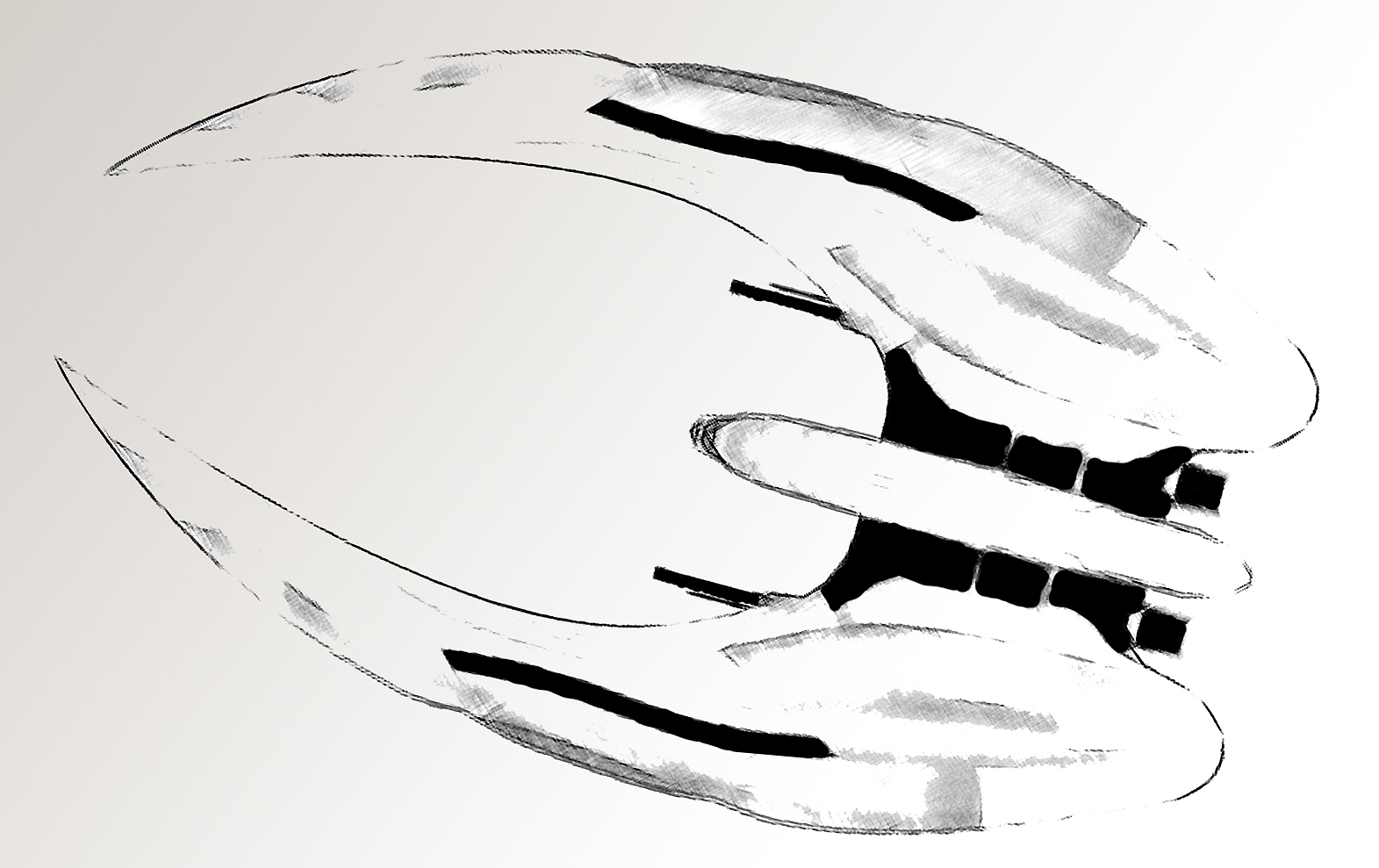
Jeden z rodzajów Cylonów, Raider – żywy myśliwiec

W styczniu 2006 stacja TVP1 wyemitowała dwuczęściowy film Battlestar Galactica, będący pilotem nowej wersji serialu, a w październiku 2006 stacja TVP2 rozpoczęła emisję pierwszego, siedemnastoodcinkowego (według numeracji SciFi Universal, gdzie tak samo, jak i w TVP2 pilot serialu został podzielony na cztery części i dołączony do emisji pierwszej serii) sezonu. Emisja pierwszego sezonu w TVP2 zakończyła się na początku lutego 2007. Nie podjęto jak dotąd emisji kolejnych sezonów. W grudniu 2006 stacja AXN wyemitowała dwuczęściowy miniserial – pilot serialu. W styczniu 2008 roku, kontynuacja serialu w każdy piątek o godz. 2:05 na programie TVP2. Od lipca 2009 roku, na kanale AXN SciFi trwa emisja pierwszych dwóch sezonów, we wtorki i czwartki o godzinie 22:00.